# Shutter Bugged Cat
«Shutter Bugged Cat» (рус. Закройте ставнями запуганную кошку) — 159-й эпизод в серии короткометражек «Том и Джерри». Дата выпуска: 23 июня 1967 года.

## Сюжет
Том смотрит эпизод Part Time Pal, где он гоняется за Джерри, пока он не врежется в стену, а затем, где Джерри пытается съесть кукурузу, которую хватает Том. Джерри убегает от Тома, разбросав все молочные бутылки по полу, где Том поскальзывается и падает на них. Том останавливает эпизод. Показан следующий эпизод Nit-Witty Kitty, где Том ест сыр на самодельных качелях из доски и консервной банки, а Джерри со шкафа бросает шар для боулинга на качели и Том ударяется об потолок, прыгнув обратно, шар для боулинга падает ему на голову и Том делает паузу. Показан следующий эпизод Johann Mouse, где Том скользит по лестнице, чтобы поймать Джерри, но разбивает окно и падает туда. Том перематывает назад и проверяет высоту измерений катастрофы, куда он записывает в блокнот. Далее, показан следующий эпизод The Yankee Doodle Mouse, где Джерри улыбается, глядя этот клип и тащит из своей норы попкорн. Следующий эпизод — Heavenly Puss, где Джерри убегал по лестнице от Тома, но тот стал тянуть ковёр, и в итоге попал под смертельный удар пианино. Том слышит смех Джерри и гонится за ним, но тот успевает зайти в норку, которую Том блокирует досками, а затем начинает разрабатывать мышеловку по плану Руба Голдберга, ранее увиденную в эпизоде Designs on Jerry. После завершения чертежей, Том берёт инструменты и начинает создание мышеловки, Джерри незаметно протискивается через доски и в чертежах изменяет безопасную дистанцию с 15 на 12, чтобы ловушка не сработала должным образом, после чего возвращается в норку. Том, завершивший ловушку, отламывает доски с помощью лома, открывая норку и привязывает к ловушке кусочек сыра, который Джерри хватает, приводит в действие механизмы и в итоге сейф падает на Тома. В конце показывают Джерри, снимающего на камеру забинтованного и сердитого Тома, который рвёт чертежи ловушки, от которой сам же и пострадал.